# Tragedy Girls
Tragedy Girls è un film del 2017 diretto da Tyler MacIntyre.

## Trama
Le studentesse liceali McKayla Hooper e Sadie Cunningham vivono nella città di Rosedale, gestiscono un blog sul crimine chiamato "Tragedy Girls" e sono disposte a fare qualsiasi cosa per ottenere più followers. Decise catturare il serial killer Lowell Orson Lehmann, le due ragazze chiedono al loro amico Craig di fare da esca. Quando il ragazzo si rifiuta, le due decidono di tenerlo prigioniero, commettono alcuni omicidi e fanno ricadere la colpa di essi su Lehmann. Il giorno dopo, Craig è scomparso, presumibilmente fuggito. McKayla, Sadie e il loro amico Jordan tentano di convincere la città di Rosedale che c'è un serial killer in fuga, ma finiscono solo con l'attirarsi l'ira del padre di Jordan, lo sceriffo Welch. Quando Toby, l'ex fidanzato di McKayla, ottiene più followers su Twitter rispetto alle ragazze, McKayla e Sadie lo uccidono. La sua morte viene però ritenuta un incidente e questo fa infuriare le due ragazze. Successivamente le due ragazze uccidono Syl, capitano delle cheerleader e ne fanno a pezzi il corpo per assicurarsi che la sua morte sia ritenuta un omicidio.
Al servizio funebre di Syl, un pompiere locale, Big Al, giura che farà di tutto per catturare l'assassino. Nel frattempo, Lehmann tenta di convincere McKayla a ribellarsi contro Sadie affermando che quest'ultima la userà per fare il lavoro sporco e poi prendersi tutto il merito. Le ragazze assalgono Big Al mentre si allena in palestra e nonostante l'uomo reagisca, le due riescono a pugnalarlo e decapitarlo con una panca. Successivamente, Jordan giunge sul posto e rivela di aver rubato i fascicoli sul serial killer Lehmann dall'ufficio del padre.
Il sindaco Campbell convoca una riunione d'emergenza della cittadinanza e McKayla e Sadie spingono i cittadini a ribellarsi alle forze dell'ordine locali colpevoli, a loro dire, di essere incompetenti. Tengono una marcia sfidando l'assassino. Tuttavia, Lehmann riesce a fuggire e uccide il sindaco Campbell. Jordan litiga con McKayla e Sadie e si schiera a sostegno di suo padre. McKayla, infuriata, scopre che Jordan ha rubato un telefono di sua proprietà contenente dei video sugli omicidi e spinge Sadie a recarsi a casa del ragazzo per ucciderlo. Jordan rivela a Sadie di aver fatto irruzione nella scuola, di aver rubato il profilo psicologico di McKayla e di sospettare che sia lei l'assassino. I due vengono interrotti quando Lehmann irrompe nella residenza dei Welch e trafigge brutalmente Jordan. McKayla sveglia lo sceriffo Welch rompendo la finestra; allontana Lehmann e salva la vita a Jordan. Sadie coglie anche l'occasione per distruggere il telefono rubato di McKayla.
Due settimane dopo, Sadie riceve pubblici onori da parte dello sceriffo Welch e non fa menzione di McKayla nel suo discorso. Le due ragazze litigano. Ha luogo il ballo scolastico di fine anno: Sadie viene accompagnata Jordan, mentre McKayla fa coppia con Lehmann. Dopo aver ucciso il loro insegnante, McKayla si confronta con Sadie. Ignara del fatto che Jordan stia ascoltando, la ragazza racconta di come da bambini hanno ucciso la madre del ragazzo. Jordan tenta di fuggire con Sadie, ma i due sono fermati da Lehmann e McKayla. Lehmann tenta di attaccare Sadie, ma viene fermato da McKayla, la quale lo uccide sparandogli. Le ragazze si riconciliano, impiccano Jordan e – dopo aver chiuso a chiave le porte della scuola – appiccano un incendio nella palestra che causa la morte di 124 persone. In seguito, Lehmann viene ritenuto il colpevole degli omicidi. Welch, emotivamente distrutto, si dimette da sceriffo per concentrarsi sul lavoro di beneficenza, mentre McKayla e Sadie si recano al college per iniziare un nuovo capitolo della loro vita, come se nulla fosse successo.

## Distribuzione
Tragedy Girls è stato presentato in anteprima al South by Southwest il 12 marzo 2017. Il 31 luglio 2017 la Gunpowder & Sky ha acquistato i diritti di distribuzione del film. Lo studio lo ha poi distribuito il 20 ottobre 2017.

## Accoglienza

### Incassi
Nel suo primo weekend nei cinema statunitensi, il film incassò 12.125 dollari ed in totale nei soli Stati Uniti incassò 61.899 dollari. In tutto il mondo Tragedy Girls ha incassato ai botteghini 122.211 dollari.

### Critica
Il film ha ricevuto recensioni positive. Su Rotten Tomatoes, il film ha una valutazione di approvazione dell'80% basata su 55 recensioni, con una valutazione media di 6,9/10. Il consenso critico del sito Web afferma che "Tragedy Girls inietta metafore familiari agli adolescenti con commenti appena aggiornati - e umorismo pazzesco - per funzionare come un diversivo irriverente e divertente."